# Pioraco
Pioraco là một đô thị ở tỉnh Macerata ở vùng Marche, có vị trí cách khoảng 60 km về phía tây nam của Ancona và khoảng 40 km về phía tây nam của Macerata. Tại thời điểm ngày 31 tháng 12 năm 2004, đô thị này có dân số 1.252 người và diện tích là 19,5 km².
Pioraco giáp các đô thị: Camerino, Castelraimondo, Fiuminata, Sefro.